# Faculdade Ipiranga
A Faculdade Integradas Ipiranga, foi uma instituição de ensino superior privada brasileira, com sede na cidade de Belém, capital do Estado do Pará.
A instituição oferecia os seguintes cursos:

## Graduação

### Bacharelado
- Jornalismo
- Pedagogia
- Turismo
- Administração

### Licenciatura
- Pedagogia
- língua portuguesa
- geografia
- ciências biológicas
- matemática

### Tecnológicos
- Gestão Comercial
- Gestão Pública
- Processos Gerenciais
- Estética e Cosmética
- Rede de Computadores
- Radiologia
- Design Gráfico

## Especialização
- Docência em Ensino Superior
- Educação Inclusiva
- Ensino de História do Brasil
- Ensino de Matemática
- Gestão e Responsabilidade Social
- Gestão Escolar
- Informática educativa
- Leitura, Ensino e Teoria do Texto: Uma Abordagem Interdisciplinar
- Libras
- Pedagogia Para Ambientes não Escolares
- Psicopedagogia

### MBA
- Gerência em Recursos Humanos
- Gerência Financeira e Controladoria
- Gerência Empresarial

## Mestrado
- Mestrado em Gestão e Desenvolvimento Regional
- Mestrado em Ciências Ambientais

## Ligação Externa
- Sítio oficial da Faculdade Ipiranga